# Tournoi de clôture du championnat du Belize de football 2013
Navigation
Saison précédente Saison suivante
Le Tournoi Clausura 2013 est le sixième tournoi saisonnier disputé au Belize.
C'est cependant la 27e fois que le titre de champion du Belize est remis en jeu.
Lors de ce tournoi, le Belmopan Bandits a tenté de conserver son titre de champion du Belize face aux sept meilleurs clubs beliziens.
Chacun des huit clubs participant était confronté deux fois aux sept autres équipes. Puis les quatre meilleurs se sont affrontés lors d'une phase finale à la fin de la saison.
Seulement une place pouvait être qualificative pour la Ligue des champions de la CONCACAF.

## Les 8 clubs participants
| \| FC Belize Police United Defence Force San Ignacio United Belmopan Bandits Verdes FC San Felipe Barcelona Placencia Assassins \| Localisation des clubs engagés dans le championnat. |
| FC Belize Police United Defence Force San Ignacio United Belmopan Bandits Verdes FC San Felipe Barcelona Placencia Assassins                                                           |

Ces tableaux présentent les huit équipes qualifiées pour disputer la seconde moitié du championnat 2012-2013, quatre équipe ayant décidé de quitter le championnat à la mi-saison (Juventus, RG City Boys United (en), Paradise/Freedom Fighters (en) et San Pedro Sea Dogs (en)). On y trouve le nom des clubs, le nom des stades dans lesquels ils évoluent ainsi que la capacité et la localisation de ces derniers.
| Club                      | Stade                            | Capacité          | Ville                   |
| Defence Force             | Stade Norman Broaster            | 2 000             | San Ignacio             |
| FC Belize                 | Stade MCC Grounds                | 3 500             | Belize City             |
| Belmopan Bandits          | Stade Isidoro Beaton             | 2 500             | Belmopan                |
| San Felipe Barcelona (en) | Stade du peuple d'Orange Walk    | 4 500             | Orange Walk Town        |
| Verdes FC                 | Stade Pedro Mena Guerra          | Capacité inconnue | Benque Viejo del Carmen |
| Placencia Assassins (en)  | Stade de Placencia Football (en) | Capacité inconnue | Placencia               |
| Police United             | Stade MCC Grounds                | 3 500             | Belize City             |
| San Ignacio United (en)   | Stade Norman Broaster            | 2 000             | San Ignacio             |

## Compétition
Le tournoi Clausura se déroule de la façon suivante, en deux phases :
- La phase régulière : les quatorze journées de championnat.
- La phase finale : les confrontations allant des demi-finales à la finale.

### Phase régulière
Lors de la phase régulière les huit équipes affrontent à deux reprises les sept autres équipes selon un calendrier tiré aléatoirement.
Les quatre meilleures équipes sont qualifiées pour les demi-finales.
Le classement est établi sur le barème de points classique (victoire à 3 points, match nul à 1, défaite à 0).
Le départage final se fait selon les critères suivants :
- Le nombre de points.
- La différence de buts générale.
- Le nombre de buts marqué.

#### Classement
| Rang | Équipe                    | Pts | J  | G  | N | P | Bp | Bc | Diff |
| ---- | ------------------------- | --- | -- | -- | - | - | -- | -- | ---- |
| 1    | Belmopan Bandits T        | 32  | 14 | 10 | 2 | 2 | 31 | 11 | +20  |
| 2    | Defence Force             | 29  | 14 | 9  | 2 | 3 | 27 | 13 | +14  |
| 3    | Police United             | 20  | 14 | 6  | 2 | 6 | 24 | 20 | +4   |
| 4    | FC Belize                 | 20  | 14 | 6  | 2 | 6 | 14 | 13 | +1   |
| 5    | Placencia Assassins (en)  | 17  | 14 | 5  | 2 | 7 | 18 | 22 | -4   |
| 6    | Verdes FC                 | 16  | 14 | 5  | 1 | 8 | 15 | 21 | -6   |
| 7    | San Ignacio United (en)   | 13  | 14 | 3  | 4 | 7 | 15 | 28 | -13  |
| 8    | San Felipe Barcelona (en) | 12  | 14 | 3  | 3 | 8 | 14 | 30 | -16  |

| Légende : Qualifications et relégations | Légende : Qualifications et relégations |
| --------------------------------------- | --------------------------------------- |
|                                         | Qualifié pour les demi-finales          |
|                                         | T Tenant du titre                       |

#### Résultats
| Résultats (▼dom., ►ext.)                                   | Def | Bel | Belm | Ver | Pla | Pol | Fel | Ign |
| Defence Force                                              |     | 1-1 | 2-0  | 3-1 | 2-1 | 2-1 | 3-1 | 1-0 |
| FC Belize                                                  | 1-0 |     | 0-0  | 1-2 | 1-0 | 2-0 | 0-2 | 4-0 |
| Belmopan Bandits                                           | 2-1 | 1-0 |      | 4-0 | 2-1 | 3-2 | 2-0 | 5-1 |
| Verdes FC                                                  | 2-0 | 2-1 | 1-3  |     | 2-0 | 0-1 | 1-0 | 0-1 |
| Placencia Assassins (en)                                   | 1-1 | 3-0 | 2-1  | 2-1 |     | 1-3 | 0-1 | 1-1 |
| Police United                                              | 0-2 | 0-1 | 0-4  | 1-0 | 0-3 |     | 2-2 | 1-1 |
| San Felipe Barcelona (en)                                  | 0-6 | 1-2 | 0-3  | 1-1 | 2-3 | 1-6 |     | 1-1 |
| San Ignacio United (en)                                    | 2-3 | 1-0 | 1-1  | 3-2 | 2-3 | 1-4 | 0-2 |     |
| - Victoire à domicile - Match nul - Victoire à l'extérieur |     |     |      |     |     |     |     |     |

### La phase finale
Les quatre équipes qualifiées sont réparties dans le tableau final d'après leur classement général, le deuxième affrontant le troisième et le premier affrontant le quatrième.
En cas d'égalité sur la somme des deux matchs, c'est l'équipe ayant marqué le plus de buts à extérieur qui l'emporte puis des prolongations et une séance de tirs au but ont éventuellement lieu.

#### Tableau
|  |                  |            |               |            |            |     |   |        |        |        |        |        |
|  | 1/2 finale       | 1/2 finale | 1/2 finale    | 1/2 finale | 1/2 finale |     |   | Finale | Finale | Finale | Finale | Finale |
|  |                  |            |               |            |            |     |   |        |        |        |        |        |
|  |                  |            |               |            |            |     |   |        |        |        |        |        |
|  | Belmopan Bandits | (1)        | 0             | 0          |            |     |   |        |        |        |        |        |
|  | Belmopan Bandits | (1)        | 0             | 0          |            |     |   |        |        |        |        |        |
|  | FC Belize        | (4)        | 1             | 0          |            |     |   |        |        |        |        |        |
|  | FC Belize        | (4)        | 1             | 0          | FC Belize  | (4) | 0 | 1      |        |        |        |        |
|  |                  |            |               |            |            | (4) | 0 | 1      |        |        |        |        |
|  |                  |            | Police United | (3)        | 1          | 1   |   |        |        |        |        |        |
|  | Defence Force    | (2)        | Police United | (3)        | 1          | 1   | 1 | 1      |        |        |        |        |
|  | Defence Force    | (2)        |               |            |            |     | 1 | 1      |        |        |        |        |
|  | Police United    | (3)        | 3             | 2          |            |     |   |        |        |        |        |        |
|  | Police United    | (3)        | 3             | 2          |            |     |   |        |        |        |        |        |

#### Demi-finales
| Club             | Aller | Retour | Club          | Commentaire |
| Belmopan Bandits | 0-1   | 0-0    | FC Belize     |             |
| Defence Force    | 1-3   | 1-2    | Police United |             |

#### Finale
| Match aller | FC Belize | 0:1   | Police United           | Stade MCC Grounds |  |
| 19 mai 2013 |           | (0:0) | Andres Makin Junior 62e |                   |  |

| Match retour | Police United  | 1:1 | FC Belize      | Stade FFB (en) |  |
| 25 mai 2013  | Buteur inconnu |     | Buteur inconnu |                |  |

## Bilan du tournoi
| Tournoi de clôture du championnat de football du Belize 2013 |                          |
| Champion                                                     | Police United (2e titre) |
| Dauphin                                                      | FC Belize                |
| Qualifications continentales                                 |                          |
| Ligue des champions 2013-2014 (Phase de groupes)             | Belmopan Bandits         |

## Statistiques

### Buteurs
| Rang | Nom             | Équipe                    | Buts |
| 1    | Jeromy James    | Belmopan Bandits          | 9    |
| 1    | Deon McCaulay   | Belmopan Bandits          | 9    |
| 3    | Deris Benavides | San Felipe Barcelona (en) | 7    |
| 3    | Daniel Jimenez  | Police United             | 7    |
| 3    | Harrison Tasher | Defence Force             | 7    |
| 6    | Shane Flores    | Defence Force             | 5    |
| 6    | Ashley Torres   | Placencia Assassins (en)  | 5    |
| 8    | 3 joueurs       | 3 joueurs                 | 4    |